# Nekrolog 1528
Nekrolog
◄◄
| ◄
| 1524
| 1525
| 1526
| 1527
| 1528 | 1529 | 1530 | 1531 | 1532 | ► | ►►
Weitere Ereignisse | Allgemeiner Nekrolog 1528
Die Beschreibung der verstorbenen Person sollte so kurz wie möglich gehalten sein und nur deren signifikante Tätigkeit(en) enthalten.
Neue Namen ggf. auch unter dem Geburts- und Sterbedatum, also etwa unter 1. Januar und im Geburts- und Sterbejahr (2024) eintragen (nur bei entsprechender großer Wichtigkeit). Für Beispiele siehe die schon vorhandenen Artikel.
Außerdem über die fünf zuletzt Verstorbenen, zu denen es einen ausreichend guten Artikel für eine Präsentation auf der Hauptseite gibt, nach der todesbedingten Überarbeitung der Artikel ggf. auch unter Wikipedia Diskussion:Hauptseite informieren und sie am besten auch in den anderen Wikipedia-Sprachversionen eintragen. Tipp: Regelmäßig bei news.google.de nach „ist tot“, „gestorben“ oder „verstorben“ suchen.
Wenn eine Person gestorben ist, gibt es viele Seiten zu dieser Person in der Wikipedia, die davon auch betroffen sind und entsprechend aktualisiert werden müssen. Beispiele: Namenübersichtsseite, Geburtsjahr, Geburtsort-Seiten und viele mehr.
Wie finde ich die betroffenen Seiten?
Im Suchfeld auf der linken Seite gibt man den Suchbegriff so ein: „Vorname Nachname“. Dann klickt man auf Volltext und alle Seiten mit entsprechendem Suchtext werden aufgerufen. Hier sieht man dann schnell, wo auch das Todesjahr Sinn macht oder sogar ein Teil des Artikels angepasst werden muss. Auch hilft das „Werkzeug“ auf der linken Seite sehr gut, um solche Seiten aufzufinden: „Links auf diese Seite“. Somit ist die Wikipedia wieder aktuell in allen Bereichen! Hinweis: bei Eintragung der Kategorie „Gestorben JAHR“ wird der Missbrauchsfilter 49 ausgelöst, was jedoch nicht schlimm ist. Siehe: Spezial:Missbrauchsfilter/49
Dies ist eine Liste von im Jahr 1528 verstorbenen bekannten Persönlichkeiten. Die Einträge erfolgen innerhalb der einzelnen Daten alphabetisch sortiert. Tiere sind im Nekrolog für Tiere zu finden.

## Januar
| Tag        | Name                                      | Beruf, bekannt als                          | Alter | Beleg |
| ---------- | ----------------------------------------- | ------------------------------------------- | ----- | ----- |
| 7. Januar  | Augustin Perwanger                        | Hofmarkherr, Märtyrer der Täuferbewegung    |       |       |
| 8. Januar  | Francesco Armellini Pantalassi de’ Medici | italienischer Kardinal und Erzbischof       | 57    |       |
| 14. Januar | Leonhard Schiemer                         | Persönlichkeit der Täuferbewegung           |       |       |
| 28. Januar | Philipp von Kleve-Ravenstein              | Militärperson in unterschiedlichen Diensten |       |       |
| 31. Januar | Hans van Ghetelen                         | Inkunabel-Buchdrucker in Lübeck             |       |       |

## Februar
| Tag         | Name                  | Beruf, bekannt als                                       | Alter | Beleg |
| ----------- | --------------------- | -------------------------------------------------------- | ----- | ----- |
| 4. Februar  | Hans Schlaffer        | österreichischer Vertreter der Täuferbewegung            |       |       |
| 6. Februar  | Ambrosius Spittelmayr | Vertreter der österreichisch-süddeutschen Täuferbewegung |       |       |
| 14. Februar | Edzard I.             | Graf von Ostfriesland                                    | 66    |       |
| 29. Februar | Patrick Hamilton      | schottischer evangelischer Theologe und Märtyrer         |       |       |

## März
| Tag      | Name               | Beruf, bekannt als                                                                   | Alter | Beleg |
| -------- | ------------------ | ------------------------------------------------------------------------------------ | ----- | ----- |
| 10. März | Balthasar Hubmaier | Täuferpersönlichkeit der Reformationszeit                                            |       |       |
| 13. März | Elsbeth Hügline    | deutsche Protagonistin des Täufertums                                                |       |       |
| 23. März | Cristoforo Numai   | italienischer Geistlicher, Generalsuperior der Franziskaner-Observanten und Kardinal |       |       |

## April
| Tag       | Name                  | Beruf, bekannt als                                              | Alter | Beleg |
| --------- | --------------------- | --------------------------------------------------------------- | ----- | ----- |
| 1. April  | Francisco de Peñalosa | spanischer Kleriker, Sänger und Komponist der Renaissance       |       |       |
| 6. April  | Albrecht Dürer        | deutscher Maler und Grafiker                                    | 56    |       |
| 13. April | Georg Scherer         | österreichischer Franziskaner; evangelischer Märtyrer           |       |       |
| 25. April | Hans Leupold          | bedeutende Persönlichkeit der frühen Täuferbewegung in Augsburg |       |       |
| 29. April | Johann IV. von Egmond | zweiter Graf von Egmond                                         |       |       |

## Mai
| Tag     | Name                   | Beruf, bekannt als                                                      | Alter | Beleg |
| ------- | ---------------------- | ----------------------------------------------------------------------- | ----- | ----- |
| 3. Mai  | Clarice Strozzi        | Tochter Pieros II. de’ Medici und Ehefrau Filippo Strozzis des Jüngeren |       |       |
| 4. Mai  | Bernhard Strigel       | deutscher Maler                                                         |       |       |
| 5. Mai  | Galeazzo Mondella      | Goldschmied und Medailleur der Renaissance                              |       |       |
| 6. Mai  | Charles de Rohan-Gié   | französischer Adliger und Militär                                       |       |       |
| 11. Mai | Eitelhans Langenmantel | Patrizier, Täufermärtyrer                                               |       |       |

## Juni
| Tag      | Name                                     | Beruf, bekannt als                                           | Alter | Beleg |
| -------- | ---------------------------------------- | ------------------------------------------------------------ | ----- | ----- |
| 15. Juni | Gumpert von Brandenburg-Ansbach-Kulmbach | Domherr von Bamberg, päpstlicher Gesandter                   | 24    |       |
| Juni     | William Compton                          | englischer Höfling                                           |       |       |
| Juni     | Asche von Cramm                          | Söldnerführer der Reformationszeit und Freund Martin Luthers |       |       |

## Juli
| Tag      | Name                    | Beruf, bekannt als                       | Alter | Beleg |
| -------- | ----------------------- | ---------------------------------------- | ----- | ----- |
| 10. Juli | Henry Redman            | englischer Baumeister und Bildhauer      |       |       |
| 28. Juli | Friedrich von Stockheim | Vizedom des Rheingaus und Kurmainzer Rat |       |       |

## August
| Tag        | Name                 | Beruf, bekannt als                                          | Alter | Beleg |
| ---------- | -------------------- | ----------------------------------------------------------- | ----- | ----- |
| 15. August | Odet de Foix         | Marschall von Frankreich                                    |       |       |
| 19. August | Hermann Meyer        | Lübecker Bürgermeister                                      |       |       |
| 20. August | Georg von Frundsberg | deutscher Soldat und Landsknechtsführer                     | 54    |       |
| 28. August | Pedro Navarro        | spanischer Militärkommandant und Ingenieur                  |       |       |
| 29. August | Johannes Buchstab    | katholischer Theologe und Schulmeister der Reformationszeit |       |       |
| August     | Pietro Torrigiano    | italienischer Renaissancebildhauer                          | 55    |       |

## September
| Tag           | Name                                 | Beruf, bekannt als               | Alter | Beleg |
| ------------- | ------------------------------------ | -------------------------------- | ----- | ----- |
| 3. September  | Sebastian Küchenmeister              | deutscher katholischer Theologe  |       |       |
| 3. September  | Gabriel Mena                         | spanischer Dichter und Komponist |       |       |
| 5. September  | Jakob Falk                           | Täufermärtyrer                   |       |       |
| 6. September  | Johann zu Castell                    | deutscher Landesherr             | 60    |       |
| 12. September | Philipp Engelbrecht                  | deutscher Humanist und Dichter   |       |       |
| 17. September | Íñigo Fernández de Velasco y Mendoza | spanischer Adliger               |       |       |

## Oktober
| Tag         | Name                     | Beruf, bekannt als                                                     | Alter | Beleg |
| ----------- | ------------------------ | ---------------------------------------------------------------------- | ----- | ----- |
| 5. Oktober  | Richard Fox              | englischer Humanist, Staatsmann und Bischof                            |       |       |
| 13. Oktober | Urs Graf der Ältere      | Glasmaler, Kupferstecher, Zeichner für den Holzschnitt und Goldschmied |       |       |
| 16. Oktober | Hernando Alonso          | erstes jüdisches Inquisitionsoper Nordamerikas                         |       |       |
| 21. Oktober | Johann von Schwarzenberg | Hofmeister des Fürstbischofs von Bamberg                               | 64    |       |
| 28. Oktober | Maria Pfäffinger         | Äbtissin am Kloster Frauenchiemsee (1494–1528)                         | 65    |       |

## November
| Tag          | Name             | Beruf, bekannt als                                                 | Alter | Beleg |
| ------------ | ---------------- | ------------------------------------------------------------------ | ----- | ----- |
| 17. November | Jakob Wimpfeling | deutscher humanistischer Dichter, Pädagoge und Geschichtsschreiber | 78    |       |
| 19. November | Thomas Duprat    | französischer katholischer Geistlicher und Bischof von Clermont    |       |       |

## Dezember
| Tag          | Name                  | Beruf, bekannt als                                            | Alter | Beleg |
| ------------ | --------------------- | ------------------------------------------------------------- | ----- | ----- |
| 2. Dezember  | Mathias Mulich        | deutscher Fernhandelskaufmann                                 |       |       |
| 4. Dezember  | Jakob Locher          | humanistischer deutscher Dramatiker, Philologe und Übersetzer | 57    |       |
| 7. Dezember  | Margarete von Sachsen | Herzogin von Braunschweig-Lüneburg                            | 59    |       |
| 11. Dezember | Lukas von Prag        | Bischof der Unität der Böhmischen Brüder und Schriftsteller   |       |       |
| 13. Dezember | Kasimir II.           | Herzog von Teschen (1477–1528)                                |       |       |

## Datum unbekannt
| Tag | Name                        | Beruf, bekannt als                                                | Alter | Beleg |
| --- | --------------------------- | ----------------------------------------------------------------- | ----- | ----- |
|     | Abraham ben Eliezer ha-Levi | spanischer Kabbalist und messianischer Visionär                   |       |       |
|     | Pier Jacopo Alari Bonacolsi | italienischer Bildhauer                                           |       |       |
|     | Johannes Brötli             | Figur der Schweizer Täuferbewegung                                |       |       |
|     | Jakob Cromberger            | Drucker der frühen Neuzeit                                        |       |       |
|     | Wilm Dedeke                 | deutscher Maler der Spätgotik                                     |       |       |
|     | Leonhard Dorfbrunner        | deutscher Täuferprediger, Märtyrer                                |       |       |
|     | Matthaeus Fortunatus        | ungarischer Humanist                                              |       |       |
|     | Domenico Giacobazzi         | Kardinal der katholischen Kirche                                  |       |       |
|     | Johann Hanau                | deutscher Buchdrucker                                             |       |       |
|     | Lo Spagna                   | italienischer Maler                                               |       |       |
|     | Pánfilo de Narváez          | spanischer Konquistador                                           |       |       |
|     | Jacopo Palma                | italienischer Maler                                               |       |       |
|     | Philipp I. von Viermund     | Herr von Nordenbeck, Bladenhorst und Mallem, Amtmann von Medebach |       |       |
|     | Erhard Ratdolt              | deutscher Drucker und Verleger                                    |       |       |
|     | Heinrich Reitzmann          | Kanoniker in Aschaffenburg                                        |       |       |
|     | Rudolf Stahel               | deutscher Maler                                                   |       |       |
|     | Giovanni da Verrazzano      | italienischer Seefahrer und Entdecker                             |       |       |
|     | Peter Vischer der Jüngere   | deutscher Künstler                                                |       |       |
|     | Wolfgang Volprecht          | deutscher Theologe und Reformator                                 |       |       |